# Robert Musil
Robert Musil avagy Robert Edler von Musil (Klagenfurt, 1880. november 6. – Genf, 1942. április 15.) osztrák író, esszéíró, matematikus, filozófus és színikritikus, a XX. századi világirodalom egyik legjelentősebb prózaírója. Fő műve, A tulajdonságok nélküli ember című befejezetlen regénykolosszus meghatározó hatást gyakorolt a modern próza alakulására.

## Élete
Apja, Alfred Musil (főiskolai tanár és mérnök), anyja Hermine Bergauer. Musil 1892 és 1897 között több városban is járt iskolába, éppen mindig ott, ahol apja dolgozott. Az utolsó iskola a bécsi katonai akadémia volt. Musil azonban félbeszakította katonai tanulmányait és inkább a brnói egyetemre ment mérnöki szakra, ahol 1901-ben mérnöki diplomát szerzett.
Szintén 1901-ben kezdte meg kétéves katonai szolgálatát a Freiherr von Heß Nr. 49-es gyalogos zászlóaljban Brnóban. Ezt követően egy évig tudományos munkatárs volt a Stuttgarti Műszaki Egyetemen. 1903-ban Berlinben újra egyetemre kezdett járni, de ezúttal filozófia és pszichológia szakon, ekkor ismerkedett meg Alfred Kerr-rel és Franz Blei-jal.
1906-ban fejlesztette ki a róla elnevezett Musil-színpörgettyűt. Carl Stumpf filozófusnál doktorált 1908. január 31-én Mach filozófiájából. A disszertációt Stumpf dicséretesre értékelte. A további tudományos munka helyett Musil ekkor az írói pálya mellett döntött.
1910-ben Bécsbe költözött és a Bécsi Műszaki Egyetemen szerzett könyvtárosi állást. 1911. április 15-én feleségül vette Martha Marcovaldit, a háború kitöréséig ezen kívül több újságnak is dolgozott. 1914-ben a Neue Rundschau (Új Körkép) című újságban jelent meg Musil egy esszéje „Europäertum, Krieg, Deutschtum” (Európaiság, háború, németség) címmel.
Az első világháborúban tartalékos tisztként vett részt. A háború elején Dél-Tirolban, később az olasz-szerb fronton volt. 1915. szeptember 22-én Trientnél majdnem eltalálta egy bomba, amely halálközeli élményét a híres Die Amsel c. elbeszélésében írta le.

## Művei
- Törless iskolaévei (Die Verwirrungen des Zöglings Törless, 1906) – Regény
- Vereinigungen (Egyesülések, 1911) – Elbeszélések
- Die Schwärmer (A rajongók, 1920) – Színmű. Ősbemutató: Berlin, 1929. április 4.
- Vinzenz und die Freundin bedeutender Männer (Vinzenz, és a jelentős férfiak barátnője, 1924) – Bohózat
- Drei Frauen (Három asszony, 1924) – Elbeszélések
- A tulajdonságok nélküli ember (Der Mann ohne Eigenschaften) I. kötet (1931) II. kötet I. rész (1933)  (magyarul)
- Nachlass zu Lebzeiten (Egy élő hagyatéka, 1936)
- Über die Dummheit (Az ostobaságról, 1937) – Előadás
- Esszék a Neue Rundschauban, a Neuer Merkurban, a Summában, a Loser Vogelben, a Panban

## Magyarul
- Törless iskolaévei. Regény / Három elbeszélés. A feketerigó / Grigia / Tonka; ford. Szabó Gizella, Bor Ambrus, utószó Pók Lajos; Európa, Bp., 1965
- A tulajdonságok nélküli ember, 1-3.; ford. Tandori Dezső, utószó Sükösd Mihály; Európa, Bp., 1977
- A rajongók; ford. Györffy Miklós; in: Színház, 1993/szept.
- Robert Musil válogatott művei; Kalligram, Pozsony, 2000–2006
  - 1. Esszék; vál. Földényi F. László, ford. Bán Zoltán András et al., jegyz., szerk. Schulz Katalin; 2000
  - 2. Naplók. Válogatás; vál., utószó Földényi F. László, ford. Györffy Miklós; 2006
  - 3. Próza, dráma; vál. F. Földényi László, ford. Bán Zoltán András et al., jegyz., szerk. Schulcz Katalin; 2000